# Fotogramas de Plata 1982
La 33a cerimònia de lliurament dels Premis Fotogramas de Plata, corresponents a l'any 1982, lliurats per la revista espanyola especialitzada en cinema Fotogramas, va tenir lloc a Madrid el 10 de març de 1983 en una gala presentada per Concha Velasco amb la presència de la directora de la revista, Elisenda Nadal, i la directora general de cinematografia, Pilar Miró.

## Candidatures

### Millor pel·lícula espanyola
| Pel·lícula            | Director                | Resultat   |
| --------------------- | ----------------------- | ---------- |
| Demonios en el jardín | Manuel Gutiérrez Aragón | Guanyadora |

### Millor pel·lícula estrangera
| pel·lícula           | Director         | Resultat   |
| -------------------- | ---------------- | ---------- |
| ET, l'extraterrestre | Steven Spielberg | Guanyadora |

### Millor actriu de cinema
| Actriu               | Pel·lícula            | Resultat   |
| -------------------- | --------------------- | ---------- |
| Ana Belén            | Demonios en el jardín | Candidata  |
| Marta Fernández Muro | Laberinto de pasiones | Candidata  |
| Ángela Molina        | Demonios en el jardín | Candidata  |
| Sílvia Munt          | La plaça del Diamant  | Candidata  |
| Esperanza Roy        | Vida/Perra            | Guanyadora |

### Millor actor de cinema
| Actor             | Pel·lícula                                  | Resultat  |
| ----------------- | ------------------------------------------- | --------- |
| Imanol Arias      | Demonios en el jardín Laberinto de pasiones | Candidat  |
| Joaquim Cardona   | La plaça del Diamant                        | Candidat  |
| Antonio Ferrandis | Volver a empezar                            | Candidat  |
| José Sacristán    | La colmena                                  | Guanyador |
| Víctor Valverde   | Hablamos esta noche                         | Candidat  |

### Millor intèrpret de televisió
| Intèrprete        | Sèrie de televisió      | Resultat   |
| ----------------- | ----------------------- | ---------- |
| Carme Elías       | Luis y Virginia         | Candidata  |
| Charo López       | Los gozos y las sombras | Guanyadora |
| Adolfo Marsillach | Ramón y Cajal           | Candidat   |
| Eusebio Poncela   | Los gozos y las sombras | Candidat   |
| Amparo Rivelles   | Los gozos y las sombras | Candidata  |

### Millor intèrpret de teatre
| Intèrpret            | Muntatge                                                    | Resultat  |
| -------------------- | ----------------------------------------------------------- | --------- |
| Agustín González     | Las bicicletas son para el verano                           | Guanyador |
| Irene Gutiérrez Caba | El cementerio de los pájaros                                | Candidata |
| Encarna Paso         | El cementerio de los pájaros                                | Candidata |
| Esperanza Roy        | Coronada y el toro                                          | Candidata |
| Rosa Maria Sardà     | Duet per a un sol violí Yo me bajo en la próxima, ¿y usted? | Candidata |